# 迪恩·卡兰
迪恩·卡兰（Dean S. Karlan，？—）是一位美国发展经济学学家。他是西北大学的经济学和金融学教授， 且在巴菲特的全球研究研究所的全球贫穷问题研究实验室担任共同主任，也是麻省理工学院Abdul Latif Jameel Poverty Action Lab（Abdul Latif Jameel贫困行动实验室J-PAL）的研究员和董事会执行委员会成员。卡兰还是Innovations for Poverty Action（创新贫困行动 IPA）的总裁和创始人，该行动是一家位于康涅狄格州纽黑文的研究机构，致力于创建和评估社会和国际发展问题的解决方案。 他与经济学家Jonathan Morduch和Sendhil Mullainathan一起，担任Financial Access Initiative（金融访问计划FAI）的主管，这是一个研究人员联盟，致力于大幅扩大低收入人群获得优质金融服务的机会。 他还是stickK.com以及ImpactMatters的联合创始人。

## 教育
卡兰获得了麻省理工学院的经济学博士学位。芝加哥大学M.B.A.和M.P.P.学位，以及弗吉尼亚大学国际事务B.A.学位。卡兰参加了杜克大学1982年至1985年的人才鉴定计划 。

## 学术研究
卡兰的研究主要集中在发展经济学，行为经济学和国际发展政策领域。他研究了金融决策的微观经济问题，特别是采用随机对照试验 (Rct)审查什么可行和什么不可行，以及关于旨在解决社会问题干预措施和企业方面的理由。在国际研究上，他专注于小额信贷，而在国内研究上，他专注于投票，慈善捐赠，以及承诺合同。在小额信贷方面，卡兰研究了以下主题：利率政策、信贷评估和评分政策，创业培训、集团和个人责任，储蓄产品设计、信贷与教育，以及增加获得信贷和储蓄的影响。 他在储蓄和健康方面的工作通常是使用来自经济心理和经济行为的见解莱设计并测试专门产品。
2007年，卡兰获得了科学家和工程师的总统早期职业奖 ，并于2008年获得了阿尔弗雷德·斯隆研究金。 他曾为世界银行、亚洲开发银行、国际金融中心、美国施乐会和危地马拉政府提供咨询。卡兰也是StickK的联合创始人 ，该公司是一家管理基于激励的员工健康计划和健康生活公共活动的公司，并使用户能够签订承诺合同以实现他们的个人目标。 他还是Dutton Press于2011年4月发布的经济学著作“More Than Good Intentions”的合作者。卡兰还是国际发展中心金融研究项目的成员，该研究中心由伦敦经济学和政治科学和牛津大学共同设立，并将学者和政策制定者聚在一起。